# Уермесес
Уермесес (ісп. Huérmeces) — муніципалітет в Іспанії, у складі автономної спільноти Кастилія-і-Леон, у провінції Бургос. Населення — 127 осіб (2010).
Муніципалітет розташований на відстані близько 230 км на північ від Мадрида, 19 км на північ від Бургоса.
На території муніципалітету розташовані такі населені пункти: (дані про населення за 2010 рік)
- Уермесес: 62 особи
- Кінтанілья-Педро-Абарка: 32 особи
- Руялес-дель-Парамо: 26 осіб
- Сан-Панталеон-дель-Парамо: 7 осіб

## Демографія
Динаміка населення (INE ):